# (33920) Trivisonno
2000 LZ20 (asteroide 33920) é um asteroide da cintura principal. Possui uma excentricidade de 0.16833240 e uma inclinação de 5.20909º.
Este asteroide foi descoberto no dia 8 de junho de 2000 por LINEAR em Socorro.